# Ernesto Ceirano
Ernesto Ceirano (Cuneo, 9 settembre 1873 – Torino, 23 febbraio 1953) è stato un imprenditore italiano.

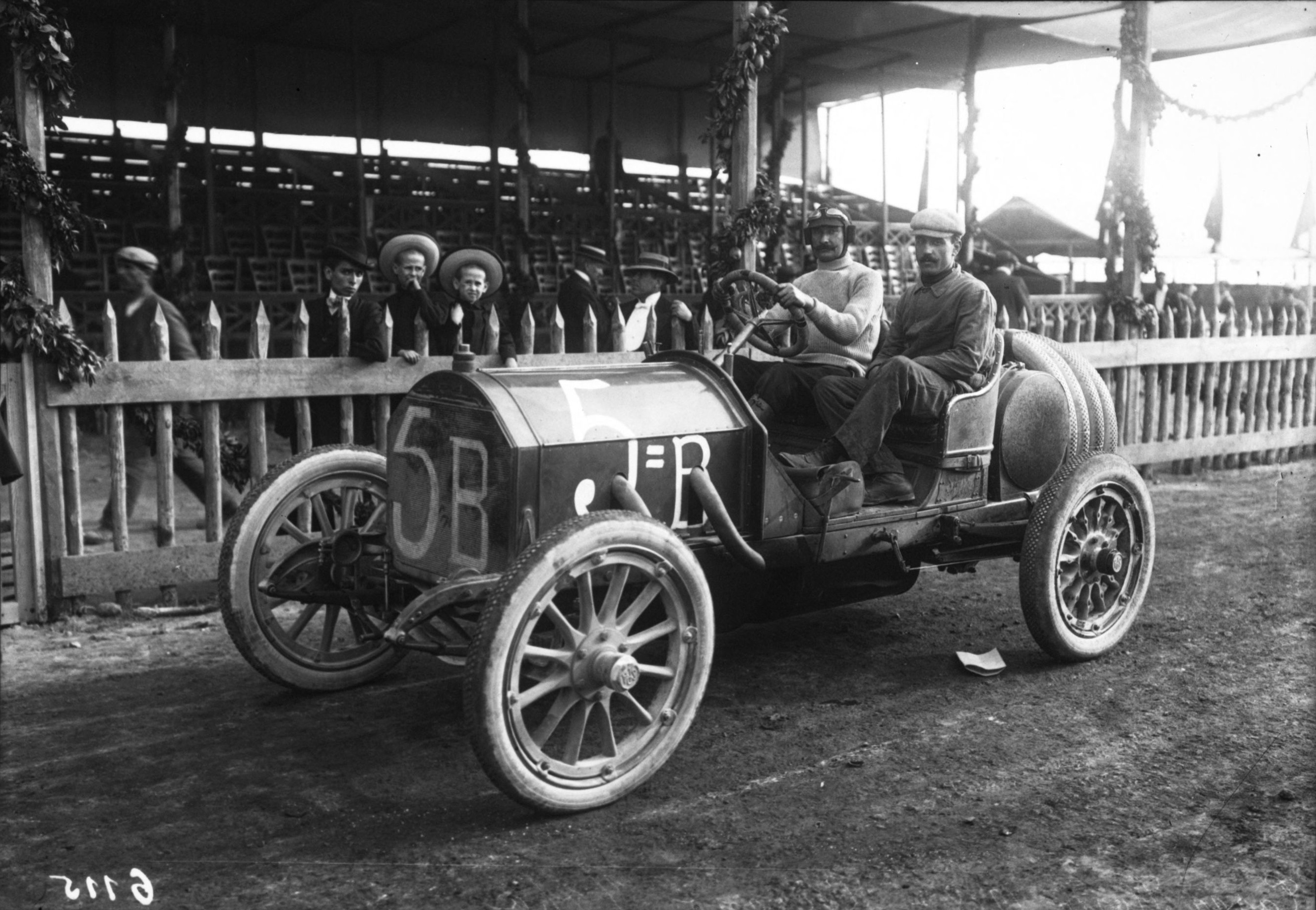

Ultimogenito dei fratelli Ceirano, Ernesto iniziò a lavorare da ragazzo nell'officina ciclistica di Giovanni Battista e seguì da vicino tutta l'epopea della Welleyes e dell'Accomandita Ceirano dove aveva il ruolo di responsabile del montaggio.
In seguito fu cofondatore della Fratelli Ceirano, ma al termine di quell'avventura imprenditoriale, non ne intraprese altre. Diversamente dai suoi tre fratelli, la notevole abilità nella meccanica non era accompagnata da forti ambizioni. 
Della sua vita si hanno pochissime notizie, perché preferì fornire la sua consulenza e la sua opera in officina, ora nell'una, ora nell'altra delle molte aziende avviate dai fratelli, assumendo una posizione defilata, in coerenza con il suo carattere schivo e riservato.

## Curiosità
Il primogenito di Giovanni Ceirano  che aveva lo stesso nome del padre e dello zio Giovanni Battista era soprannominato Ernesto nome che condivideva con lo zio Ernesto Ceirano.
Giovanni "Ernesto" Ceirano è ricordato come pilota alla guida di SCAT e SPA, autovetture del "gruppo di famiglia".